# Народный музей Лимерика
Народный музей Лимерика (англ. The People's Museum of Limerick) — краеведческий музей в Лимерике, Ирландия.
Музей находится в ведении Лимерикского городского совета. Вход в музей бесплатный.

## История
Народный музей расположен в георгианском здании на площади Пери. Построенный в 1838 году, являлся частью компании Pery Square Tontine Company и был спроектирован Джеймсом Пейном.
Лимерикский музей был основан в 1906 году и изначально размещался в здании, где сегодня находится Городская художественная галерея. За свою более чем столетнюю историю музей неоднократно менял свое местоположение пока, наконец, не обосновался в самом сердце Лимерика, на так называемом Королевском острове в здании городской Ратуши неподалёку от таких популярных достопримечательностей, как замок короля Иоанна и собор Святой Девы Марии.
В 1992 году Лимерикский музей получил первую премию всемирно известного Фонда Галуста Гюльбенкяна.
Народный музей был открыт 7 октября 2019 года сенатором Дэвидом Норрисом. Кураторы изучали Маленький музей Дублина и Уотерфордский опыт в поисках идей. В рамках Недели наследия 2019 года доктор Кароль Маллани-Дигнам (Лимерикский Университет) прочитала вступительную лекцию. Она спела «Робин Адэр» и рассказала о музыкальной культуре ирландского земельного общества.

## Коллекция
Коллекция Лимерикского музея весьма обширна и разнообразна, и иллюстрирует историю Лимерика начиная с доисторической эпохи и до наших дней.
Музей хранит коллекцию артефактов, найденную в ходе раскопок в Лимерике и его окрестностях, оружие (в том числе и меч дарованный Лимерику Елизаветой I), монеты, предметы одежды, образцы лимерикских кружев и многое другое. Особой же гордостью музея является его исторический архив — различные документы, среди которых и устав города, подписанный королем Карлом II[уточнить], книги и брошюры, фотографии, карты и т. д.
В Народном музее находится обширная коллекция предметов, касающихся жителей Лимерика (города и округа) и культуры региона. Он также охватывает военную историю и лимерикские кружева. Известные личности, представленные в профиле, включают Ричарда Бурка, Кэтрин Хейз, Фрэнка МакКорта, Шона Уолла.
В августе 2020 года открылась выставка местной таксидермии.
Джун О’Кэрролл Робинсон пожертвовала коллекцию предметов, известную как «коллекция Кэрролла», представляющую собой набор семейных реликвий и военных памятных вещей, имеющих социальное и политическое значение, датируемых 1700—1920 годами. Сюда входят владения Уильяма Паркера Кэррола (1776—1842), сражавшегося на стороне британцев в наполеоновских войнах, включая пальто, принадлежавшее Жозефу Бонапарту, захваченное в битве при Витории.
Он является частью сети Музеев детства Ирландии с комнатой, посвященной игрушкам и детству в Лимерике.
Здесь проводится ежемесячное литературное мероприятие под названием «На гвозде».